# رفائيل هواويني
القديس رفائيل هواويني، والذي يُعرف باسم القديس رفائيل في بروكلين (نوفمبر 1860 - 27 فبراير 1915)، كان أسقفًا مساعدًا للكنيسة الأرثوذكسية الروسية في بروكلين، أسقف أبرشية أمريكا الشمالية، ورئيس البعثة المسيحية الأنطاكية الأرثوذكسية. كان أول أسقف مسيحي أرثوذكسي مكرَّس على الأراضي الأمريكية.

## الحياة
وُلد في بيروت في سوريا الواقعة تحت الحكم العثماني، لأب وأم دمشقيان من طائفة الروم الأرثوذكس، جاءا إلى بيروت هربًا من المجازر التي ارتُكبت ضد المسيحيين في دمشق. تلقى تعليمه لأول مرة في المدرسة البطريركية في دمشق التي أصبحت المؤسسة المسيحية الرائدة في التعليم في بلاد الشام بقيادة جوزيف الدمشقي. واصل دراسته في علم اللاهوت المسيحي في مدرسة هالكي البطريركية في القسطنطينية، وفي الأكاديمية اللاهوتية في كييف بالإمبراطورية الروسية. 

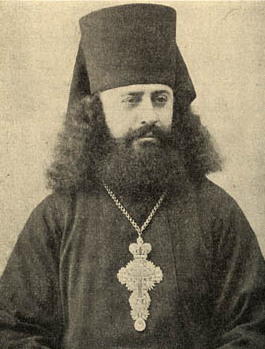
الأرشمندريت رفائيل عند وصوله إلى أمريكا

تم إرسال الأب رافائيل إلى مدينة نيويورك في عام 1895 من قبل القيصر نيقولا الثاني إمبراطور روسيا لإدارة المجتمع المسيحي الأرثوذكسي الذي شملَ المهاجرين الروس واليونانيين والسوريين بشكل رئيسي. 
في عام 1904 أصبح أول أسقف أرثوذكسي يتم تكريسه في أمريكا الشمالية، حيث كُرِّسَ في مدينة نيويورك من قبل المطران تيخون والأسقف إينونيست. بقيَ يخدم كأسقف بروكلين حتى وفاته. 
خلال فترة خدمته كأسقف مساعد للكنيسة الأرثوذكسية الروسية في أمريكا، أسس رفائيل الأبرشية الأنطاكية الأرثوذكسية في أمريكا الشمالية، وأنشأ تسعة وعشرين مطرانية وساعد في تأسيس دير تيخون الأرثوذكسي. 
تأسست مجلة الأب رفائيل الكلمة في الأبرشية الأرثوذكسية في عام 1905.

## التمجيد والتكريم
دُفن رفائيل في الأصل في نيويورك حتى أغسطس 1989 عندما نُقلت رفاته إلى القرية الأنطاكية في بنسلفانيا، المملوكة لأبرشية أنطاكية، حيثُ دُفن العديد من الأساقفة ورجال الدين.
مُجِّدَ رفائيل من قبل المجمع المقدس للكنيسة للكنيسة الأرثوذكسية في أمريكا في مارس 2000. وتحتفل هذه الكنيسة به في 27 فبراير، بينما تحتفل بطريركية أنطاكية وسائر المشرق للروم الأرثوذكس في السبت الأول من نوفمبر. 
في عام 2015، احتفلت الأبرشية الأنطاكية، الكنيسة الأرثوذكسية في أمريكا والكنيسة الروسية الأرثوذكسية خارج روسيا بالذكرى المئوية لإيواء رفائيل.

## روابط خارجية
- طروبارية القديس رفائيل هواويني
- رفائيل هواويني مؤسس أمريكا الأرثوذكسية (موقع التراث الأرثوذكسي)

- "الكنيسة المسيحية مليئة بأعمال قديس دمشقي" (نيويورك تايمز، 15 سبتمبر 1895)